# Clemensia irrorata
Clemensia irrorata är en fjärilsart som beskrevs av Edwards 1874. Clemensia irrorata ingår i släktet Clemensia och familjen björnspinnare. Inga underarter finns listade i Catalogue of Life.